# Thanh ngọc (phong lan)
Thanh ngọc hay đoản kiếm nâu, lan kiếm (danh pháp hai phần: Cymbidium ensifolium, tên tiếng Anh là Four Season Orchid hoặc Golden-thread Orchid, Spring Orchid, Burned Apex Orchid và Rock Orchid) là một loài phong lan.
Cây phân bố từ Nam Á đến Đông Nam Á, Trung Quốc, Nhật Bản, Niu Guinea. Tại Việt Nam, cây có mặt ở nhiều nơi trên cả nước.

## Phân loài
- Cymbidium ensifolium ssp. ensifolium
- Cymbidium ensifolium ssp. haematodes

## Hình ảnh

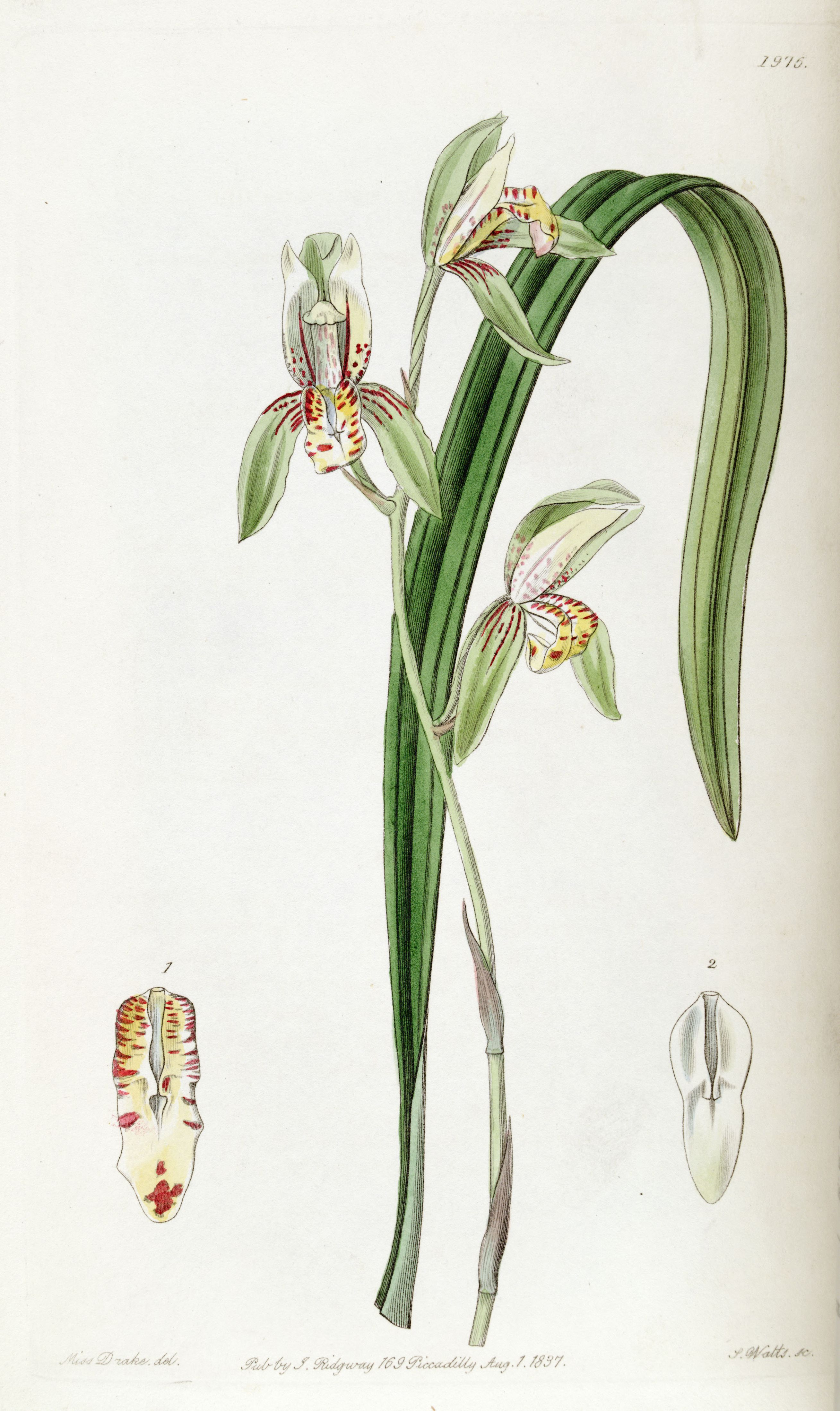
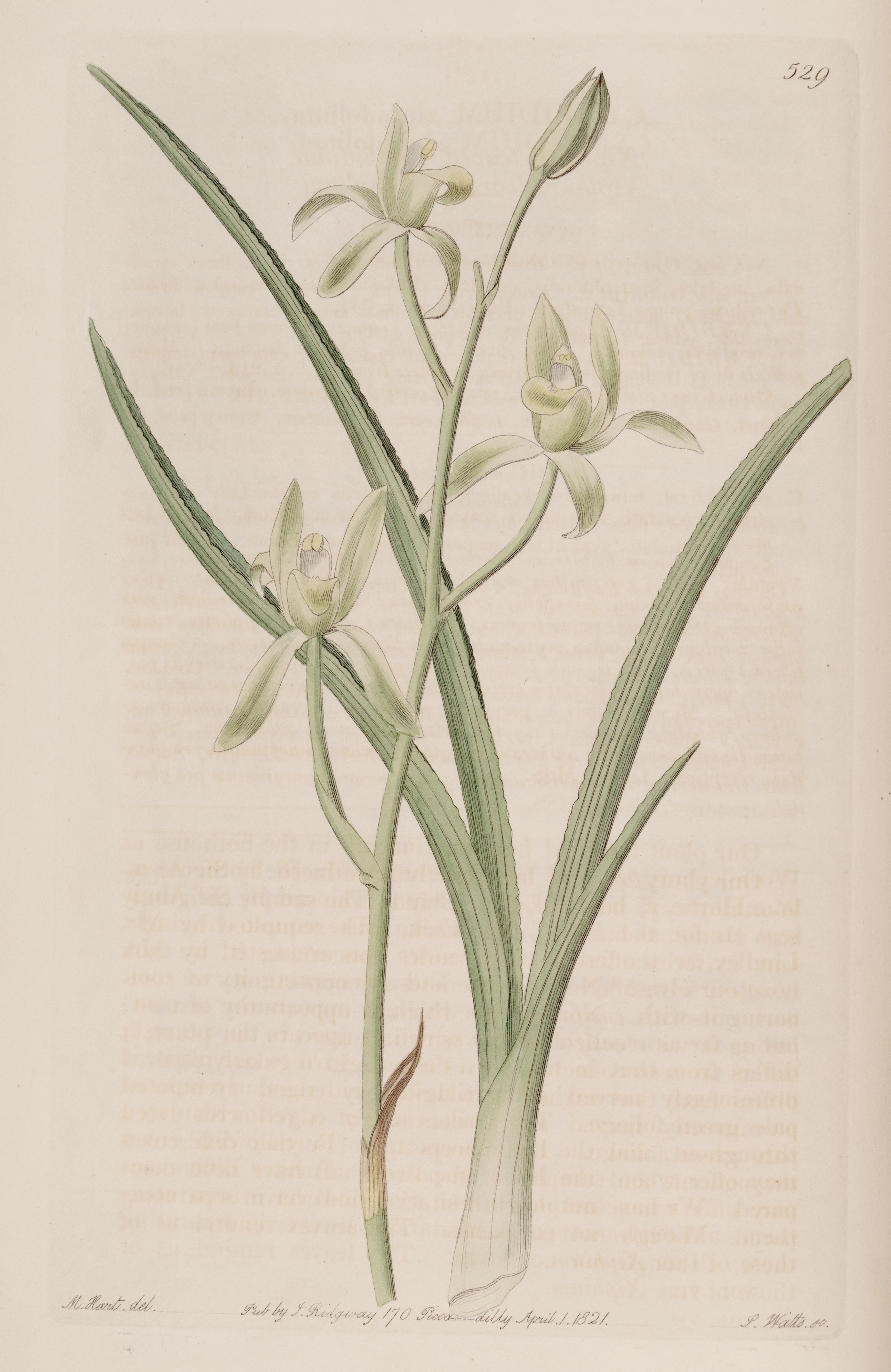
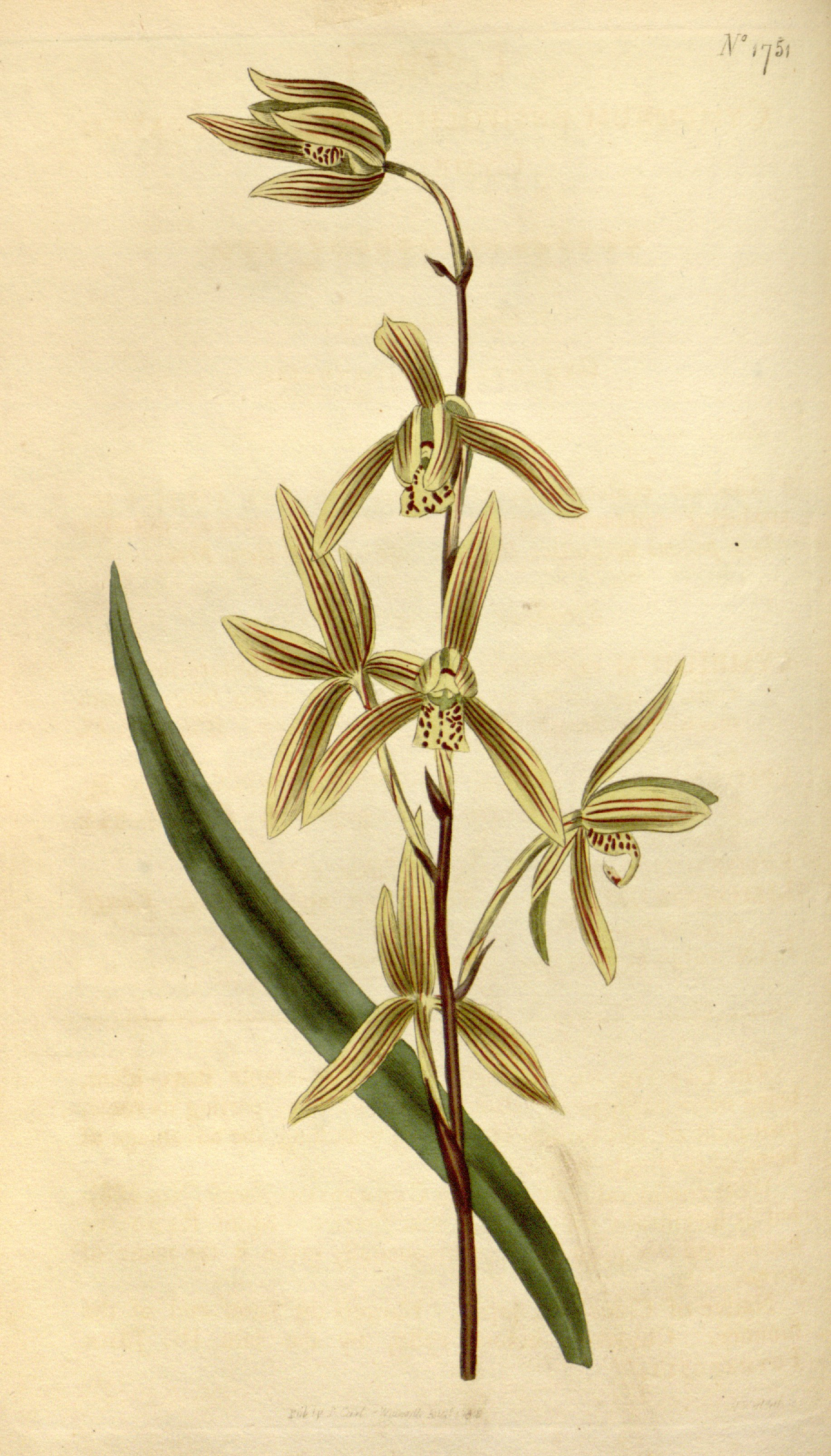
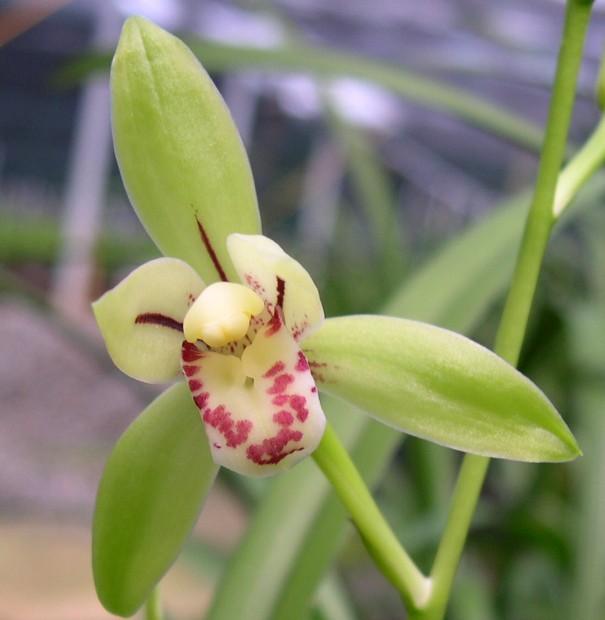